# Тривисмутид пентанеодима
Тривисмутид пентанеодима — бинарное неорганическое соединение
неодима и висмута
с формулой Nd5Bi3,
кристаллы.

## Получение
- Сплавление стехиометрических количеств чистых веществ:

{\displaystyle {\mathsf {5Nd+3Bi\ {\xrightarrow {1200^{o}C}}\ Nd_{5}Bi_{3}}}}

## Физические свойства
Тривисмутид пентанеодима образует кристаллы
гексагональной сингонии,
пространственная группа P 63/mcm,
параметры ячейки a = 0,9374 нм, c = 0,6535 нм, Z = 2,
структура типа трисилицид пентамарганца Mn5Si3
.
Соединение образуется по перитектической реакции при температуре ≈1200°С.

## Химические свойства
- Разлагается при нагревании:

{\displaystyle {\mathsf {Nd_{5}Bi_{3}\ {\xrightarrow {>1200^{o}C}}\ Nd_{4}Bi_{3}+Nd}}}